# Club des Hashichins
Ne pas confondre avec le peuple des Haschischins.

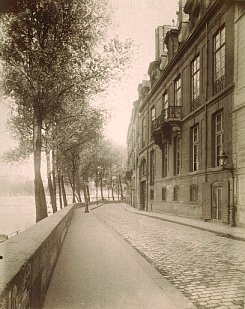
Hôtel de Lauzun ayant abrité le club et qui sert aujourd'hui à la ville de Paris pour des réceptions.

Le club des Hashichins est un groupement voué particulièrement à l’étude et à l’expérience de drogues (principalement le haschich) fondé à Paris par le docteur Jacques Joseph Moreau de Tours, créé en 1844 et actif jusqu’en 1849. Les séances mensuelles ont lieu chez le peintre Joseph Ferdinand Boissard de Boisdenier à l'hôtel de Lauzun (appelé aussi hôtel de Pimodan) sur l’île Saint-Louis, dans un appartement loué au peintre par le baron Jérôme Pichon. De nombreux scientifiques, hommes de lettres et artistes français de cette époque ont fait des passages dans le club des Hashischins lors de ces séances. 

## Contexte de la création du club
Plusieurs drogues comme le haschich et l’opium sont de plus en plus connues en Europe à partir du début du XIXe siècle. À cette époque, la consommation de ces drogues devient particulièrement répandue dans les milieux scientifiques et littéraires à des fins scientifiques ou récréatives : il s'agit plus d'une curiosité esthétique ou pseudo-scientifique que d'un fumoir. En 1821 paraissent Les Confessions d’un mangeur d’opium anglais de Thomas de Quincey, traduites en français en 1828 par un auteur anonyme (« ADM »), qui s’avère être Alfred de Musset. Plusieurs scientifiques s’intéressent alors à ce produit qu’est l’opium faisant son apparition en Europe. Pendant cette période, le docteur Moreau de Tours, spécialisé dans l’aliénation, étudie les effets du haschich en en consommant régulièrement. Moreau de Tours étudie ce produit au gré de ses voyages entre 1837 et 1840 en Égypte, en Syrie, et en Asie Mineure. De retour en France, il continue à l’expérimenter sur lui-même et publie, en 1845, un ouvrage intitulé Du haschich et de l’aliénation mentale dans lequel il établit une équivalence entre rêve, délire et hallucination haschichines. Cet ouvrage est le premier réalisé par un scientifique au sujet d’une drogue.
Le docteur Moreau de Tours initie Théophile Gautier pendant cette même période à la consommation du haschich. Gautier raconte d’ailleurs ses premières expériences dans un feuilleton daté de juillet 1843 intitulé Le Haschich. Il y décrit les effets de cette drogue en trois phases : l’hyperesthésie des sensations, en particulier auditives, puis la dilatation du temps, et enfin l’apparition de figures grotesques.

## Historique
Le docteur Moreau de Tours crée le club des Hashischins en 1844. Théophile Gautier est un des premiers poètes à participer aux séances d’expérience des drogues, il écrira plus tard un ouvrage, se nommant Le Club des hachichins, consacré à cette organisation. Il est précédé de la publication d’un article sur ce sujet en février 1846 dans la Revue des Deux Mondes expliquant le contenu et le contexte des expériences menées au club des Haschichins. L’introduction de l’ouvrage décrit la première visite de Théophile Gautier au club :

« Un soir de décembre, obéissant à une convocation mystérieuse, rédigée en termes énigmatiques compris des affiliés, inintelligibles pour d’autres, j’arrivai dans un quartier lointain, espèce d’oasis de solitude au milieu de Paris, que le fleuve, en l’entourant de ses deux bras, semble défendre contre les empiètements de la civilisation, car c’était dans une vieille maison de l’île Saint-Louis, l’hôtel Pimodan, bâti par Lauzun, que le club bizarre dont je faisais partie depuis peu tenait ses séances mensuelles, où j’allais assister pour la première fois. »

Théophile Gautier invite à ces séances des amis et fait peu à peu étendre le cercle du club des Hashischins. C’est notamment en ce lieu qu’il rencontre pour la première fois Charles Baudelaire, ce dernier étant venu un jour en simple observateur. Débute alors une grande amitié entre ces deux poètes, Théophile Gautier écrira d’ailleurs la préface des Fleurs du mal, le chef-d’œuvre de Charles Baudelaire. Cependant Théophile Gautier ne participera pas souvent aux séances, disant :

« Après une dizaine d’expériences, nous renonçâmes pour toujours à cette drogue enivrante, non qu’elle nous eût fait mal physiquement, mais le vrai littérateur n’a besoin que de ses rêves naturels, et il n’aime pas que sa pensée subisse l’influence d’un agent quelconque. »

Baudelaire revient de temps en temps dans l’hôtel Pimodan, il racontera plus tard certaines de ses expériences dans cet hôtel dans Les Paradis artificiels, une étude sur les effets du haschich et de l’opium. Il habite même, pendant un certain temps, de 1843 à 1845, l’appartement situé au-dessus de celui du club des Hashischins (le louant pour 350 francs, il y trouvera l'inspiration du poème L'Invitation au voyage), cependant, tout comme Théophile Gautier, Charles Baudelaire ne restera pas très longtemps dans le club, il est lui aussi assez peu satisfait par les effets du « dawamesk ». Il décrira d’ailleurs d’une manière particulièrement précise les mauvais effets de cette drogue dans les Paradis artificiels.
D’autres personnalités, viennent de temps à autre, dans le club, comme les peintres Honoré Daumier et Eugène Delacroix ou les écrivains Gérard de Nerval, Gustave Flaubert, Alexandre Dumas et Honoré de Balzac.

## Les séancesFantasias
Les séances de consommation de dawamesk étaient surnommées par les membres du club, les fantasias. Sous le contrôle bienveillant de l'aliéniste, le docteur Moreau de Tours, pour éviter toute tentative de défenestration, les membres organisaient régulièrement des expériences nouvelles afin d’étudier les effets du haschich sur le corps et l’esprit.

## Le dawamesk
La drogue consommée par les membres du club est le plus souvent du dawamesk, une sorte de pâte ou confiture verdâtre faite à partir de résine de cannabis mélangée à un corps gras, à du miel et à des pistaches. L’ingestion du haschich était à l’époque très courante.

## Membres

### Membres fondateurs
- Théophile Gautier
- Jacques Joseph Moreau de Tours

### Membres principaux
- Eugène Delacroix
- Charles Baudelaire
- Honoré de Balzac
- Gérard de Nerval
- Alexandre Dumas
- Victor Hugo

## Liens